# Tizi n'Tichka
Le tizi n'Tichka (littéralement le « col des pâturages » en tamazight) est un col à 2 260 mètres d'altitude situé sur la route entre Marrakech et Ouarzazate. Il permet de joindre les régions semi-arides du sud-est du Haut-Atlas depuis les plaines plus fertiles des bords de l'Atlantique.
Il sépare aussi deux massifs montagneux fondamentalement différents : le massif du M'Goun et celui du Toubkal. Le M'Goun (« mont venteux ») est un massif aux formes douces de type jurassien, tandis que le Toubkal est très alpin. Il abrite des stations de sport d'hiver. La neige est fréquente sur les pentes aux abords du col en hiver. De part et d'autre, les montées en « alpages » sont soumises à l'absence de neige aux cols muletiers, mules et ânes craignant la neige. Ils ont lieu en général après Pâques.

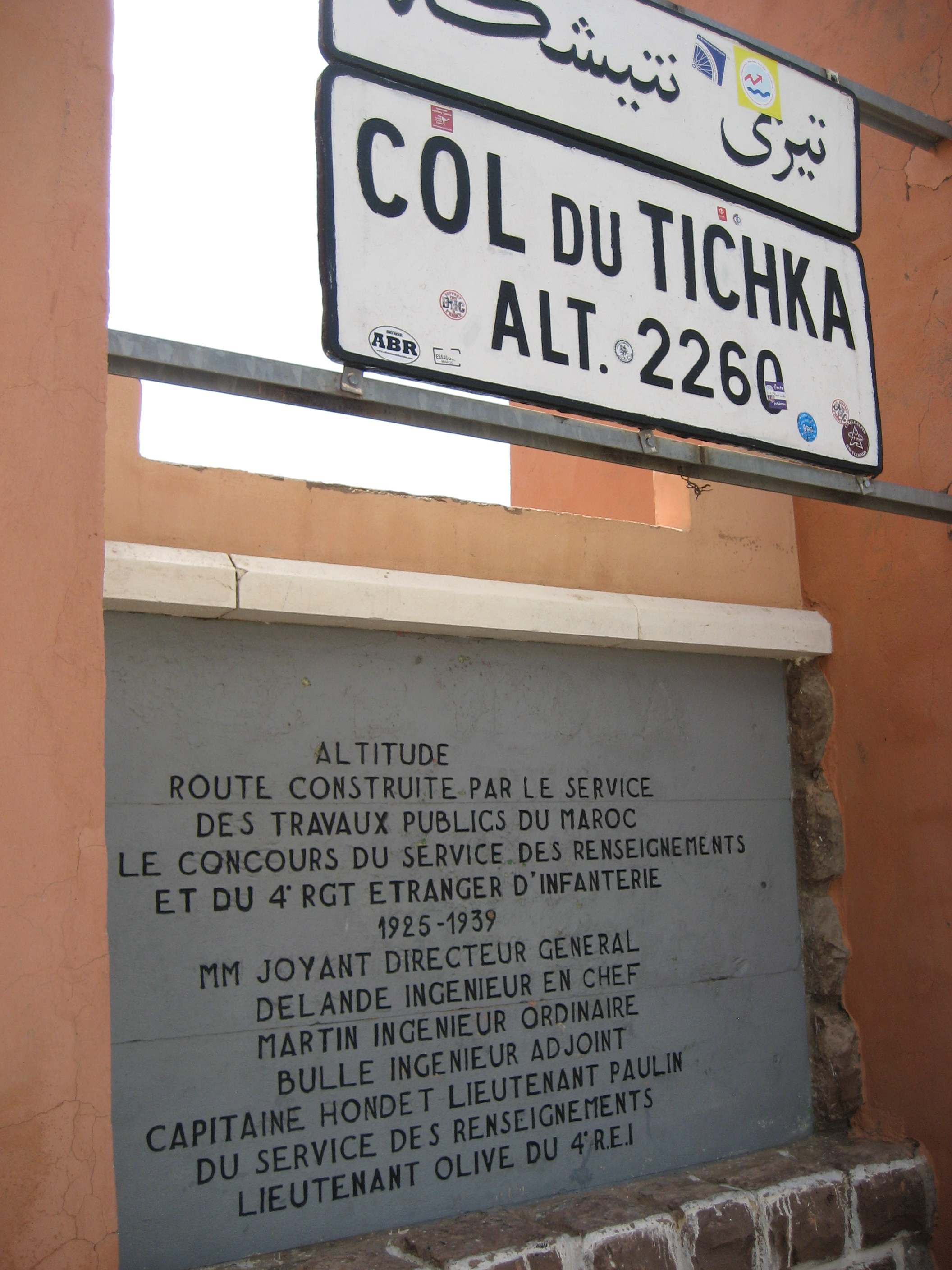
Écriteaux au col du Tichka.

Pendant très longtemps, cette route a été la seule à franchir ces deux massifs. Elle a été suivie par le goudronnage de la R307 (Beni Mellal Draa Tafilalet) à l'est du M'Goun, puis par la route partant de Taban vers El Mrabitine et la vallée des roses au nord-ouest immédiat du M'Goun, encore récemment simple sentier muletier (Tisit n'Aït Imi). Le passage routier suivant important est situé à plus de 200 km à vol d'oiseau. Le passage au sud-ouest du Toubkal est à près de 100 km à vol d'oiseau.
C'est un passage important tant sur le plan social qu'économique (trafic important de taxis et de camions). À proximité de ce col s'est produit en 2012 l’accident d’autocar le plus meurtrier de l’histoire du Maroc, avec 42 personnes décédées dans la chute de leur bus dans un ravin.
La différence de topographie a symboliquement permis au M'Goun de garder son préfixe berbère (Ighil M'Goun) tandis que le Toubkal a pris le préfixe arabe (djebel Toubkal). On retrouve cette dualité : versant Marrakech alpin avec des pentes vertigineuses et versant Ouarzazate doux[réf. souhaitée].
Ce versant est habité par de nombreux villages même à la hauteur du col, sur le plateau à l'est. De nombreuses caravanes de touristes en 4×4 écument la région en roulant sur les pistes desservant la route principale et participent à l'insécurité et à l'usure prématurée de ces pistes que les revenus des locaux suffisent à peine à entretenir.

## Toponymie
Le nom de la localité est constitué de la base berbère Tizi (ⵜⵉⵣⵉ) signifiant « col (de montagne) » et du second composant Tichka (ⵜⵉⵛⴽⴰ) signifiant « pâturages ». Le nom complet de la localité signifie donc littéralement le « col des pâturages » en berbère.